# Médaille des évadés
La médaille des évadés  est une décoration militaire française, attribuée aux évadés français des lieux de détention ennemis depuis 1870.

## Création
La médaille a été créée à la suite de la demande de plusieurs associations d'évadés dont l'Union nationale des évadés de guerre. C'est le député Léon Delsart qui a déposé une proposition de loi en 1925, démarche qui aboutit au vote de la loi du 20 août 1926. Un décret du 2 octobre 1926 précise les dispositions et modèle de l'insigne et du ruban.
La médaille a été accordée aux évadés de la Seconde Guerre mondiale par une ordonnance du 7 janvier 1944. Son attribution a été arrêtée en 1968, avant d'être rouverte en 1992, mais uniquement pour des faits d'évasion remontant à la Seconde Guerre mondiale. Elle peut être attribuée à titre posthume pour une personne décédée. 
La médaille des évadés est considérée comme un titre de guerre.

## Bénéficiaires
- Pour la guerre de 1870 :
  - Les militaires prisonniers de guerre au cours des combats auteurs d'actes d'évasion.
- Pour la Première Guerre mondiale :
  - Les militaires prisonniers de guerre au cours des combats, auteurs d'actes d'évasion.
  - Les Alsaciens et Lorrains, qui entre le 2 août 1914 et le 1er novembre 1918, se sont échappés des rangs de l'armée allemande.
  - Les civils, internés en Allemagne et les habitants des régions occupées, ayant traversé les lignes ennemies pour se mettre à la disposition de l'autorité militaire française.
- Pour les théâtres d'opération extérieurs (Levant en 1918 et 1919 ; en Orient de 1918 à 1920 ; au Maroc en 1918 ; en Afrique-Équatoriale française en 1919 ; en Afrique-Occidentale française de 1918 à 1921 ; Guerre du Rif, de 1921 à 1926)
  - Les militaires prisonniers de guerre au cours des combats auteurs d'actes d'évasion.
- Pour la Seconde Guerre mondiale (toutes ces actions doivent se situer entre le 2 septembre 1939 et le 15 août 1945) :
  - Les personnes en mesure de prouver une évasion réussie à partir d'un camp de prisonniers de guerre ou d'un camp d'internement pour actions dans la Résistance, à partir d'un territoire ennemi ou occupé, l'évasion comportant le franchissement clandestin d'un front de guerre ou d'une ligne douanière.
  - Les personnes en mesure de justifier de deux tentatives d'évasion suivies de peines disciplinaires ou d'une seule tentative assortie d'un transfert en camp de représailles ou de camp de déportation.
  - Les Alsaciens et Lorrains, incorporés de force dans l'armée allemande, échappés de ses rangs pour combattre dans la Résistance ou les armées alliées.
  - Les Alsaciens et Lorrains échappés de leurs provinces pour combattre l'ennemi.

## Décorations
- Ruban : Vert d'une largeur de 36 mm, coupé dans le sens de la longueur de trois bandes orange. Celle du milieu d'une largeur de 7 mm, celles des bords de 2 mm.
- Médaille : Œuvre sur un modèle du graveur Alphée Dubois[2], l'insigne est rond, en bronze, et porte à l'avers l'effigie de la République française et au revers une couronne de feuilles de chêne avec au centre l'inscription « Médaille des évadés ».
- Citations : La Croix de guerre 1914–1918 ou des T.O.E., accompagne la médaille des évadés pour la Première Guerre mondiale et des opérations qui ont suivi dans les T.O.E. Par contre, pour la Seconde Guerre mondiale, la citation ne fut accordée que très exceptionnellement.

## Attribution collective
Un seul régiment a reçu la médaille des évadés : le 2e régiment de dragons.